# Династија Пфалц-Цвајбрикен
Кућа Палатинат-Цвајбрикен, огранак династије Вителсбаx, била је Краљевски дом Шведске од 1654. до 1720. године.
До тог тренутка, она се разбила у неколико различитих кућа. Краљевски дом Шведске представљала је огранак Палатинате-Звеибруцкен-Клеебург.
Предак династије Палатинате-Звеибруцкен био је Стефан, гроф Палатин из Симмерн-Звеибруцкена (1385–1459), син краља Руперта из Њемачке.

## Потомци
- Стефан
- Лудвиг I Црни
- Каспар
- Александар Хроми
- Лудвиг II Млађи
- Волфганг
- Јохан I Хроми
- Јохан Казимир, гроф од Клебурга, ожењен Катарином Шведском
- Карл X Густав Шведски
- Карл XI Шведски, у персоналној унији са војводством Пфалц-Цвајбрикен
- Карл XII Шведски
- Улрика Елеонора Шведска